# Данулешти (Бузау)
Данулешти (рум. Dănulești) насеље је у Румунији у округу Бузау у општини Буда. Oпштина се налази на надморској висини од 367 m.

## Становништво
Према подацима из 2002. године у насељу је живело 219 становника, од којих су сви румунске националности.